# Hiroyuki Takasaki
Hiroyuki Takasaki (高崎 寛之?, Takasaki Hiroyuki; Yachiyo, 17 marzo 1986) è un calciatore giapponese, attaccante dell'Antelope Shiojiri.

## Palmarès

### Club

#### Competizioni nazionali
- J1 League: 1

Kashima Antlers: 2016
- Coppa dell'Imperatore: 1

Kashima Antlers: 2016
- Coppa J. League: 1

Kashima Antlers: 2015
- J. League Division 2: 2

Ventforet Kofu: 2012
Matsumoto Yamaga: 2018